# Stenosphenus notatus
Stenosphenus notatus är en skalbaggsart som först beskrevs av Olivier 1795.  Stenosphenus notatus ingår i släktet Stenosphenus och familjen långhorningar. Inga underarter finns listade i Catalogue of Life.